# Saint-Paul (Alta Vienne)
Saint-Paul è un comune francese di 1 258 abitanti situato nel dipartimento dell'Alta Vienne nella regione della Nuova Aquitania.

## Società

### Evoluzione demografica
Abitanti censiti